# Friedrich Deubel
Friedrich Deubel (Brassó, 1845. január 13. – Brassó, 1933. január 9.) erdélyi szász mészárosmester, entomológus, hegymászó.

## Élete és munkássága
Szülei Stephan Gottlieb Deubel szövőmester (1813–1847) és Dorothea Elisabetha (1814–1878). Az iskola elvégzése után Deubel kitanulta a mészárosi mesterséget, és 1868-ban Németországba ment, hogy tökéletesítse magát a szakmában. 1870-ben mészárosmester lett. Ezután visszatért Brassóba, és 1880-ban saját hentesüzletet, majd később húsfeldolgozó üzemet nyitott (Deubel Friedrich Selchwarenfabrik).
Betegeskedése miatt az orvosok azt ajánlották, hogy töltsön sok időt a szabad levegőn, melynek eleget tett. Volt iskolai tanára tanácsára növényeket és rovarokat kezdett gyűjteni. 1876-ban megismerkedett Maximilian von Hopffgarten bécsi entomológussal, aki bevezette a tudományos rovargyűjtés és preparálás rejtelmeibe. Deubel hivatásos entomológussá vált, összesen 41 új fajt fedezett fel: 31 bogár-, négy soklábú-, három csiga-, két darázs-, és egy lepkefajt. Többek között Ludwig Ganglbauer, Karl Holdhaus, és Karl Petri entomológusokkal dolgozott együtt. 1910-ben Karl Holdhaussal együtt természettudományos könyvet adott ki a Kárpátok bogarairól (Untersuchungen über die Zoogeographie der Karpathen).

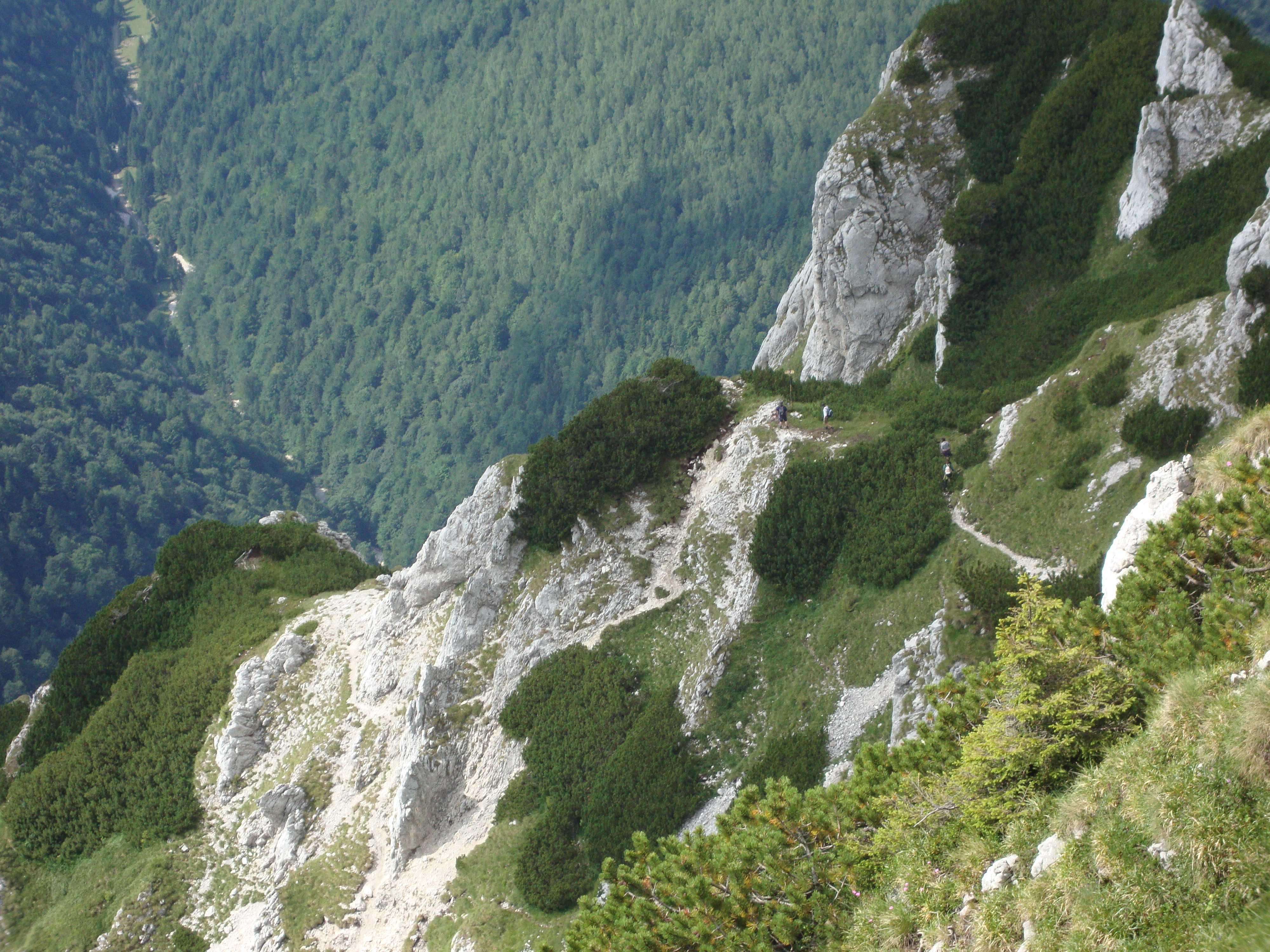
Deubel útja (La Lanțuri)

Deubel kiváló hegymászó és hegyi vezető volt. Ő ereszkedett le legelőször a Királykő nyugati oldalán, 1886 augusztusában. A következő évben piros festékkel meg is jelölte a bejárt utat; ez az első jelzett turistaút Romániában. Az ország legnehezebb turistaútjaként tartják számon, a veszélyesebb szakaszokon biztosító láncok vannak. Ugyancsak 1886-ban először járta be a Bucsecs-hegység északi oldalát.
1908-ban alapító tagja volt a Barcasági Szász Múzeumnak. 1922-ben a Siebenbürgischer Karpatenverein (SKV, Erdélyi Kárpátok Egyesület) tiszteletbeli taggá választotta.

## Emlékezete
- A Királykőben általa feltérképezett Spirla-menedék – Grind-nyereg turistautat Deubel útjának nevezik (románul La Lanțuri), a menedék közelében található sziklaíveket pedig Deubel-üregeknek (románul La Zaplaz).
- A Bucsecsben általa feltérképezett La Prepeleac – Omu-csúcs utat is Deubel útjaként ismerik.
- 1993-ban jött létre a brassói Friedrich Deubel egyesület, amely önkéntesen karbantartja a Brassó megyei turistautakat.